# Danko Rabrenović

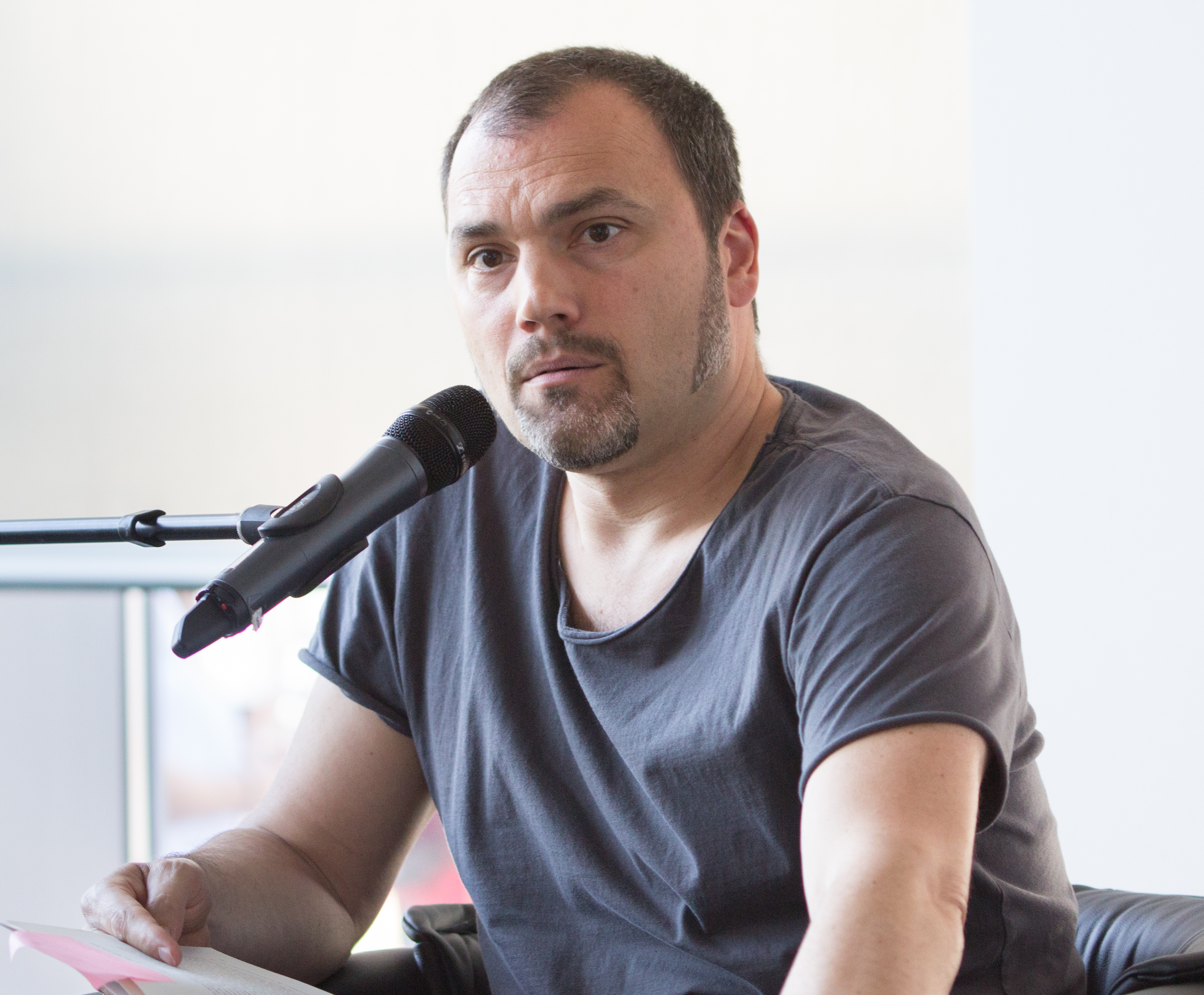
Danko Rabrenović 2015

Danko Rabrenović (* 9. Februar 1969 in Zagreb, Jugoslawien) ist Musiker, Autor, Stand-up Comedian, sowie Moderator beim Radiosender COSMO (WDR).

## Leben
Rabrenović ist Sohn einer Kroatin und eines Serben und wuchs in Belgrad auf. Er verließ seine Heimat 1991, um nicht an dem Krieg in Jugoslawien teilnehmen zu müssen. Er studierte Anglistik und Medienwissenschaften in Düsseldorf. Sein Studium finanzierte er u. a. als „Pflanzenschutzmitteleinatmer“ in einer Gärtnerei.
Als Gitarrist und Sänger der Band Trovači aus Düsseldorf wollte er gemeinsam mit seinen Kollegen zunächst nur einige Stücke aus der Zeit der „Jugoslawischen Neuen Welle“ als „Hommage für ein paar Freunde“ im kleinen Rahmen aufführen. 2004 nahmen sie ihr erstes Album Balkanplatte auf. Auf dem zweiten Album Kuku Lele fanden sich erstmals auch deutschsprachige Songs. Nachdem sich Trovači im Jahre 2008 vergeblich mit ihrem anderthalb Minuten dauernden Stück Kako-Tako (auf Deutsch ‚Wie? – So!‘) als Direktkandidat für Deutschland beim Eurovision Song Contest beworben hatten, traten sie im deutschen Rahmenprogramm des Eurovision Song Contests, welchen die ARD ausstrahlte, mit den Stücken Kako-Tako und Paradies auf. 2010 veröffentlichten Trovači ihr drittes Album Malo Morgen mit 15 Titeln auf Serbisch und Deutsch und mit prominenten Gästen wie Hubert Kah, Dr. Ring Ding und Las Balkanieras. 2015 wurde das vierte Album „Aprililili“ veröffentlicht mit Songs auf Serbisch, Kroatisch, Deutsch und Englisch.
Seit 2000 ist Rabrenović als Radiomacher beim WDR in Köln tätig. Von 2005 bis 2016 moderierte er bei Funkhaus Europa (Vorläufer von COSMO) die Personality Show Balkanizer. 2011 wurde die Sendung für den CIVIS Preis nominiert. Seit 2016 moderiert er im Nachmittagsprogramm bei WDR Cosmo.
2010 erschien sein Buch Der Balkanizer. Ein Jugo in Deutschland. Darin schildert er gemeinsam mit seinem Ko-Autor Sebastian Brück auf humorvolle Art und Weise seine Erfahrungen als Migrant. Das Werk erhielt eine Reihe von positiven Kritiken. 2015 erschien Rabrenocvićs zweites Buch Herzlich willkommenčić. Heimatgeschichten vom Balkanizer, das erneut kurze, autobiografische Geschichten aus seinem Leben in Deutschland und auf dem Balkan enthält.
Am 26. Oktober 2013 war Danko Rabrenović als Quizkandidat an der Seite von Olaf Schubert zu Gast bei Kaya Yanars TV-Show Typisch Deutsch? auf RTL zu sehen.
Er ist Mitglied im  PEN-Zentrum Deutschland.